# النغويية (بنستان)
النغوییة (بالفارسية: النگوییه) هي قرية تقع في إيران في قسم بنستان الريفي. يقدر عدد سكانها بـ 21 نسمة بحسب إحصاء 2016.